# 일본의 국립공원
일본의 국립공원(일본어: 国立公園 고쿠리쓰코엔[*])은 자연공원법에 따라 일본을 대표하는 자연 풍경지를 보호하고 이용 촉진을 도모할 목적으로 환경대신이 지정하는 자연 공원 중 하나이다. 국정공원은 도시에 관리를 위탁하는 반면 국립공원은 국가 (환경성)가 관리한다. 일본 국립공원의 면적의 약 60%가 국유지이다.

## 역사
일본에서는 1931년에 자연공원법의 전신인 국립공원법이 시행되어 1934년 3월 16일에 세토나이카이 국립공원, 운젠 국립공원, 기리시마 국립공원이 처음으로 지정을 받았다. 타이완과 한국 통치 시기인 이 시기에 타이완과 한국의 공원을 일본의 국립공원을 지정하려는 움직임이 있었으며, 실제로 1937년 12월 27일에 타이완의 다툰 산 국립공원, 니타카 아리산 국립공원, 쓰키다카 타로코 국립공원이 일본의 국립공원에 설정되었다.
2015년 3월 27일까지 35개의 국립공원이 지정되어 왔지만, 일본이 제2차 세계 대전에서 패배한 이후에 타이완에 위치한 3개의 국립공원이 제외되면서 현재는 32개의 국립 공원이 존재하고 있다.

## 같이 보기
- 일본의 지리